# 加布里埃拉·特鲁什克
加布里埃拉·特鲁什克（羅馬尼亞語：Gabriela Truşcă，1957年8月15日—），罗马尼亚女子竞技体操运动员。她曾代表罗马尼亚获得1976年夏季奥运会体操比赛女子团体全能银牌。